# Чарлі Бернс
Чарлі Бернс (англ. Charlie Burns, 14 лютого 1936, Детройт — 5 листопада 2021) — канадський хокеїст, що грав на позиції центрального нападника. Згодом — хокейний тренер.
Хоча Бернс народився в Детройті, згодом його сім'я переїхала до Торонто. У двадцятиоднорічному віці Чарлі обрав канадське громадянство.

## Ігрова кар'єра
Хокейну кар'єру розпочав 1952 року.
У 1959 році Бернс був єдиним гравцем в НХЛ, що народився в США.
Протягом професійної клубної ігрової кар'єри, що тривала 23 років, захищав кольори команд «Детройт Ред-Вінгс», «Бостон Брюїнс», «Окленд Сілс», «Піттсбург Пінгвінс» та «Міннесота Норт-Старс».
Загалом провів 780 матчів у НХЛ, включаючи 31 гру плей-оф Кубка Стенлі.
У складі клубу «Вітбі Данлопс», який представляв Канаду на чемпіонаті світу 1958 року став чемпіоном світу, також був визнаний найкращим нападником турніру.

## Тренерська робота
1969 року розпочав тренерську роботу в НХЛ. Робота обмежилась з командою «Міннесота Норт-Старс». Також тренував клуб «Сан-Франциско Сілс» (ЗХЛ). Вже перебуваючи на пенсії тренував молодіжну команду з американського міста Бриджпорт.

## Статистика
| Сезон        | Клуб                   | Ліга         | Регулярний сезон | Регулярний сезон | Регулярний сезон | Регулярний сезон | Регулярний сезон | Плей-оф | Плей-оф | Плей-оф | Плей-оф | Плей-оф |
| Сезон        | Клуб                   | Ліга         | І                | Г                | П                | О                | ШХ               | І       | Г       | П       | О       | ШХ      |
| ------------ | ---------------------- | ------------ | ---------------- | ---------------- | ---------------- | ---------------- | ---------------- | ------- | ------- | ------- | ------- | ------- |
| 1952–53      | «Торонто Мальборос»    | ОХА-мол.     | 33               | 5                | 7                | 12               | 17               |         |         |         |         |         |
| 1953–54      | «Торонто Мальборос»    | ОХА-мол.     | 59               | 17               | 14               | 31               | 45               |         |         |         |         |         |
| 1954–55      | «Торонто Мальборос»    | ОХА-мол.     | 3                | 0                | 0                | 0                | 0                |         |         |         |         |         |
| 1955–56      | «Торонто Мальборос»    | ОХА-мол.     | 20               | 5                | 8                | 13               | 0                |         |         |         |         |         |
| 1956–57      | «Вітбі Данлопс»        | ОХА          | 40               | 16               | 25               | 41               | 29               |         |         |         |         |         |
| 1957–58      | «Вітбі Данлопс»        | ОХА          | 31               | 24               | 28               | 52               | 32               |         |         |         |         |         |
| 1958–59      | «Детройт Ред-Вінгс»    | НХЛ          | 70               | 9                | 11               | 20               | 32               | —       | —       | —       | —       | —       |
| 1959–60      | «Бостон Брюїнс»        | НХЛ          | 62               | 10               | 17               | 27               | 46               | —       | —       | —       | —       | —       |
| 1960–61      | «Бостон Брюїнс»        | НХЛ          | 62               | 15               | 26               | 41               | 16               | —       | —       | —       | —       | —       |
| 1960–61      | «Кінгстон Фронтенакс»  | СПХЛ         | 8                | 3                | 6                | 9                | 4                | —       | —       | —       | —       | —       |
| 1961–62      | «Бостон Брюїнс»        | НХЛ          | 70               | 11               | 17               | 28               | 43               | —       | —       | —       | —       | —       |
| 1962–63      | «Бостон Брюїнс»        | НХЛ          | 68               | 12               | 10               | 22               | 13               | —       | —       | —       | —       | —       |
| 1963–64      | «Сан-Франциско Сілс»   | ЗХЛ          | 68               | 33               | 36               | 69               | 27               | 11      | 1       | 3       | 4       | 2       |
| 1964–65      | «Сан-Франциско Сілс»   | ЗХЛ          | 51               | 27               | 36               | 63               | 19               | —       | —       | —       | —       | —       |
| 1965–66      | «Сан-Франциско Сілс»   | ЗХЛ          | 40               | 10               | 35               | 45               | 26               | 7       | 1       | 5       | 6       | 0       |
| 1966–67      | «Каліфорнія Сілс»      | ЗХЛ          | 71               | 22               | 38               | 60               | 29               | 6       | 0       | 0       | 0       | 9       |
| 1967–68      | «Окленд Сілс»          | НХЛ          | 73               | 9                | 26               | 35               | 20               | —       | —       | —       | —       | —       |
| 1968–69      | «Піттсбург Пінгвінс»   | НХЛ          | 76               | 13               | 38               | 51               | 22               | —       | —       | —       | —       | —       |
| 1969–70      | «Міннесота Норт-Старс» | НХЛ          | 50               | 3                | 13               | 16               | 10               | 6       | 1       | 0       | 1       | 2       |
| 1970–71      | «Міннесота Норт-Старс» | НХЛ          | 76               | 9                | 19               | 28               | 13               | 12      | 3       | 3       | 6       | 2       |
| 1971–72      | «Міннесота Норт-Старс» | НХЛ          | 77               | 11               | 14               | 25               | 24               | 7       | 1       | 1       | 2       | 2       |
| 1972–73      | «Міннесота Норт-Старс» | НХЛ          | 65               | 4                | 7                | 11               | 13               | 6       | 0       | 0       | 0       | 0       |
| 1973–74      | «Нью-Гейвен Найтгоукс» | АХЛ          | 64               | 10               | 19               | 29               | 73               | 10      | 1       | 3       | 4       | 16      |
| Усього в НХЛ | Усього в НХЛ           | Усього в НХЛ | 749              | 106              | 198              | 304              | 252              | 31      | 5       | 4       | 9       | 6       |

## Тренерська статистика
| Команда | Сезон   | Регулярний сезон | Регулярний сезон | Регулярний сезон | Регулярний сезон | Регулярний сезон | Регулярний сезон | Плей-оф   | Плей-оф   | Плей-оф   | Плей-оф                          | Плей-оф |
| Команда | Сезон   | І                | В                | П                | Н                | О                | Результат        | І         | В         | П         | Результат                        |         |
| ------- | ------- | ---------------- | ---------------- | ---------------- | ---------------- | ---------------- | ---------------- | --------- | --------- | --------- | -------------------------------- | ------- |
| МІН     | 1969–70 | 44               | 10               | 22               | 12               | 0.364            | 3-є на Заході    | 6         | 2         | 4         | програш у чвертьфіналі дивізіону |         |
| МІН     | 1974–75 | 42               | 12               | 28               | 2                | 0.310            | 4-е в ДС         | не вийшли | не вийшли | не вийшли | не вийшли                        |         |
| Усього  | Усього  | 86               | 22               | 50               | 14               | .204             | -                | 6         | 2         | 4         | 1 вихід до плей-оф               |         |